# 美國天使 (影集)
《美國天使》（英語：Angels in America）是一部2003年的HBO連續短劇，由米克·尼高斯导演，內容根據東尼·庫許納的普立茲獎得主同名舞台劇改編，劇本更由庫許納親自執筆。
HBO将此剧分为兩大節播出，每節分别三小时长，对应舞台劇的两个部分《千禧年降临》和《重建》，其中每一小时为一章，对应戏剧中某一两幕。前三章於12月7日首映，在全世界范围内都广受好评。《天使在美国》是2003年收视率最高的有线电视台电视电影/连续短剧类节目，并赢得了接下来的金球奖和艾美奖最佳连续短剧奖。
库士纳对原来的剧本进行了一些变动，尤其是第二部分《重建》，以便更适合屏幕效果，不过总体上来说HBO这个版本非常忠实於原剧。他曾说过，当他和米克·尼高斯初次见面时，这位导演立刻说道希望和戏剧中一样使用一人分饰几角的办法，他当即就意识到找尼高斯算是找对人了。

## 演員表
- 艾尔·帕西诺 饰 罗依·康
- 梅丽·史翠普 饰 汉娜·皮特 / 艾瑟尔·罗森堡 / 犹太教士与大陆权天使（Continental Principality）
- 瑪莉-露易斯·帕克 饰 哈珀·皮特（Harper Pitt）
- 派翠克·威尔森 饰 乔·皮特（Joe Pitt）
- 傑佛瑞·懷特 饰 伯利兹（Norman "Belize" Ariaga）与谎言先生（Mr. Lies） / 無家可歸的人 / 歐洲天使
- 本·申克曼 饰 路易·爱恩森（Louis Ironson） / 大洋洲天使
- 賈斯汀·柯克 饰 普莱尔·沃尔特（Prior Walter） /公園裡穿皮革的男人
- 占士·康維爾 饰 亨利（Henry）
- 爱玛·汤普森 饰 护士爱米莉（Emily） / 流浪妇女 / 美国天使
- 米高·甘邦 飾 普莱尔·沃尔特一名祖先
- 西蒙·卡洛 飾 普莱尔·沃尔特另一名祖先

## 獲獎
此剧播出後引起了巨大关注，在金球奖和艾美奖上横扫一切有关奖项：
- 第61届金球奖（2004年初颁奖）
  - 最佳连续短剧/电视电影
  - 连续短剧/电视电影最佳男主角：艾尔·帕西诺
  - 连续短剧/电视电影最佳女主角：梅丽·史翠普
  - 电视剧/连续短剧/电视电影最佳男配角：杰弗里·赖特
  - 电视剧/连续短剧/电视电影最佳女配角：玛丽－路易丝·帕克
- 第56届艾美奖（2004年秋颁奖）
  - 最佳连续短剧
  - 連續短劇/電視電影最佳男主角：艾尔·帕西诺
  - 連續短劇/電視電影最佳女主角：梅丽·史翠普
  - 連續短劇/電視電影最佳男配角：杰弗里·赖特
  - 連續短劇/電視電影最佳女配角：玛丽－路易丝·帕克
  - 最佳連續短劇/電視電影/劇情類特別節目導演：迈克·尼克尔斯
  - 最佳連續短劇/電視電影/劇情類特別節目编剧：托尼·库士纳